# 酒井日慈
酒井 日慈（さかい にちじ、1919年（大正8年）5月6日 - 2019年（令和元年）5月28日）は、日蓮宗の僧侶。日蓮宗第51代管長、大本山池上本門寺第82世貫首。

## 生涯
東京市浅草区に生まれる。1941年（昭和16年）に法政大学文学部国文学科を繰り上げ卒業し、学徒出陣で東部101連隊に入隊する。復員後、東京池上の實相寺住職、池上本門寺執事長を経て、1991年（平成3年）に千葉市川の弘法寺貫首、2000年（平成12年）に池上本門寺第82世貫首に晋山、2006年（平成18年）に日蓮宗第51代管長に就任する。また、日蓮宗新聞部長、立正大学法華経文化研究所参与、日蓮宗講学職、日蓮宗布教研修所所長などを歴任。2019年（令和元年）5月28日に死去、100歳。
管長時代には、日蓮聖人の父・妙日尊儀第750遠忌、日蓮聖人ご入蔵750年、「立正安国・お題目結縁運動」発願大会、『立正安国論』奏進750年などの宗門法要の大導師を務める。池上本門寺奉職時代の文化部所属時には、現在約1500人が所属する「朗子クラブ」、「池上スポーツクラブ」を立ち上げ、地域の子どもの育成に尽力。また、「僧多聞」のペンネームで著作活動や宗派を超えた「南無の会」を創設する。

## 著書

### 酒井日慈
- 酒井日慈「今こそ、日蓮聖人に学べ (特集 日蓮のすべて--法華経に生きた生涯とその思想)」『大法輪』第68巻第2号、大法輪閣、2001年2月、56-61頁、NAID 40006555648。
- 『生き生き生きる 極楽を保証されても娑婆がいい』はまの出版、2002
- 『お地蔵さまとわたし―十七人が語る珠玉の仏教』共著 佼成出版社、2003

### 僧多聞
- 『こけの一念みせてやれ―思いこんだら命がけの』日新報道、1974
- 『人間大好き』水書坊、1987
- 『浮世ちゃかぽこ』水書坊、1988
- 『小僧の花かんざし』水書坊、1989
- 『シャツを襦袢というところ』水書坊、1993
- 『それでも人間大好き』水書坊、1995
- 『寺の家族』水書坊、1995
- 『風が光る―東京新聞の名コラム「人の居る風景」より』水書坊、1995
- 『縁はいなもの―坊さんが坊さんの小説書いた』水書坊、1998
- 『老鶯の吟唱』 東京図書出版会、2001
- 『僧多聞 柔軟心のすすめ―見えないものを見る』 実業之日本社、2002
- 『舞い舞いカナブン』 東京図書出版会、2005
- 『蓮華草の歌』 水書坊、2006
- 『楽天夢』 新風舎、2006
- 『おっぱい寺』 文芸社、2007

## 参照
- 日蓮宗新聞 2019年6月10日号
- 馬場憲一「学徒出陣の記憶とその受容について : 現代学生への記憶伝承とその認識の検証を通して」『現代福祉研究』第19号、法政大学現代福祉学部現代福祉研究編集委員会、2019年3月、5-26頁、doi:10.15002/00021709、ISSN 1346-3349、NAID 120006636289。
- 朝日新聞―日蓮宗第51代管長の酒井日慈さん死去 南無の会を創設